# Дравці (Видем)
Дравці (словен. Dravci) — поселення в общині Видем, Подравський регіон‎, Словенія.